# Commission nationale pour la Culture et les Arts
La Commission nationale pour la Culture et les Arts (en anglais : National Commission for Culture and the Arts ; en philippin : Pambansang Komisyon para sa Kultura at mga Sining ; en cebuano : Nasodnong Komisyon alang sa Budaya ug mga Arte) est l'agence gouvernementale officielle pour la culture aux Philippines.
C'est l'équivalent du ministère de la Culture : l'organisme est chargé de l'élaboration de la politique générale, de la coordination et de l'octroi de subventions pour la préservation, le développement et la promotion des arts (en) et de la culture philippins. Il s'agit également d'un organisme chargé de l'exécution des politiques qu'il formule et de l'administration du Fonds national de dotation pour la culture et les arts (National Endowment Fund for Culture and the Arts, ou NEFCA), un fonds destiné exclusivement à la mise en œuvre de programmes et de projets culturels et artistiques.
L'institution organise des événements culturels tout au long de l'année et décerne plusieurs distinctions dont l'Ordre des Artistes nationaux des Philippines et le prix national des Trésors vivants (en).

## Histoire

### Contexte historique et création de la NCCA
Le renversement réussi de la dictature de Ferdinand Marcos par la Révolution philippine de 1986 a incité les différents secteurs de la société à se rallier au nouveau gouvernement en vue de la restauration de la démocratie. Le 12 mars 1986, l'Alliance des artistes pour la création d'un ministère de la culture (AACMC) a rédigé et adopté une proposition pour la création d'un ministère de la culture. Le groupe a invoqué l'incapacité du ministère de l'éducation, de la culture et des sports à consacrer du temps et de l'attention à la planification culturelle en raison de la tâche gargantuesque consistant à résoudre les problèmes du système éducatif (en).
La présidente Corazon Aquino a réagi en publiant le décret 118 le 30 janvier 1987, qui a créé la Commission présidentielle sur la culture et les arts (Presidential Commission on Culture and the Arts, ou PCCA). Il s'agissait d'une agence de taille réduite par rapport à la proposition de l'AACMC, mais ledit décret était conscient de l'existence d'agences culturelles spécialisées et du fait qu'elles devaient être placées sous l'égide d'une seule agence pour coordonner leurs efforts.
En 1992, dans le cadre de la nouvelle Constitution de 1987, le Congrès a promulgué la loi de la République no 7356 qui a institutionnalisé la création de la Commission nationale pour la culture et les arts (National Commission for Culture and the Arts, ou NCCA) en remplacement de la PCCA. Ladite loi a mandaté la formulation de politiques et de programmes culturels nationaux selon les principes suivants :
a) pluraliste, favorisant un profond respect de l'identité culturelle de chaque localité, région ou localité ethnolinguistique, ainsi que des éléments assimilés d'autres cultures par le processus naturel d'acculturation ;
b) démocratique, encourageant et soutenant la participation des vastes masses de notre peuple à ses programmes et projets ;
c) non partisane, ouverte à toutes les personnes et institutions, sans distinction de croyance, d'affiliation, d'idéologie, d'origine ethnique, d'âge, de sexe ou de classe, aucun groupe ou secteur organisé n'ayant le monopole de ses services ; et
d) libératrice, se préoccupant de la décolonisation et de l'émancipation de la psyché philippine afin d'assurer le plein épanouissement de la culture philippine.
La création de la NCCA a incité les agences culturelles qui lui étaient rattachées, en vertu de la même loi, à revoir ses mandats et programmes existants pour harmoniser la prestation des services culturels. Le Centre culturel des Philippines s'est pour sa part transformé pour devenir le centre national de coordination des arts du spectacle. Il a également cherché à faire disparaître son image « élitiste » en renforçant ses programmes de sensibilisation et en développant des partenariats avec les conseils artistiques locaux.

### Ministère de la Culture
En 2016, la Commission nationale pour la Culture et les Arts et ses partenaires au Congrès ont annoncé qu'ils chercheraient à créer un ministère de la culture (Department of Culture). Cependant, des facteurs politiques ont entravé son rythme initial. En janvier 2017, le dépôt d'un projet de loi qui vise à établir officiellement un ministère de la culture holistique a été achevé. Ce projet de loi est une législation prioritaire, qui devait être adoptée au début de 2019. Le secrétaire du ministère de la culture proposé doit être un expert dans le domaine de la culture et des arts, selon le projet de loi. Si le projet de loi est adopté, le ministère de la Culture sera le seul ministère du gouvernement dont le chef devrait posséder l'expertise du domaine comme qualification pour le poste.
La création du ministère de la culture est soutenue par le ministère des sciences et de la technologie du pays. La version du projet de loi présentée par le Sénat est soutenue par les sénateurs Escudero, Angara, Aquino, Binay, Ejercito, Gatchalian, Hontiveros, Legarda, Villanueva et Zubiri — aucun sénateur n'ayant exprimé de désaccord. La version de la Chambre des représentants du projet de loi est défendue par les représentants Escudero et De Venecia — avec un représentant exprimant sa dissidence (Atienza).
Les bureaux qui seront créés au sein du ministère sont les suivants : Bureau des communautés culturelles et du développement des arts traditionnels ; Bureau de la protection et de la réglementation des biens culturels ; Bureau de la préservation des biens culturels ; Bureau du développement des ressources artistiques ; Bureau de la recherche, de l'éducation et de la diffusion culturelles ; et Bureau des industries culturelles et créatives.
Le projet de loi crée également trois instituts nationaux de la culture, à savoir l'Institut national des Traditions vivantes (National Institute of Living Traditions), qui mettrait en place des programmes de sauvegarde, de soutien et de propagation du patrimoine culturel, en particulier pour les communautés indigènes ; l'Institut national de la Préservation du patrimoine culturel (National Institute of Cultural Heritage Preservation), qui mettrait en place des programmes et des projets de conservation des arts, des sciences et des métiers axés sur la préservation des biens culturels et la formation professionnelle des jeunes ; et le Institut national de gestion de la culture et des arts (National Institute of Culture and Arts Management), qui mettrait en place des programmes liés à l'éducation, à la formation et à la certification des agents culturels. Le programme Sentro Rizal actuel de la NCCA est maintenu et conservé dans le projet de loi.
Selon le projet de loi proposé, les agences culturelles suivantes relèveront du ministère : le Centre culturel des Philippines, le Musée national des Philippines, la Commission historique nationale des Philippines, la Bibliothèque nationale des Philippines (en), les Archives nationales des Philippines (en), la Commission de la langue philippine (en), l'Administration Intramuros, le Comité de développement des parcs nationaux, la Fondation Nayong Filipino, le Conseil de développement du cinéma des Philippines, le Conseil national de développement du livre et le Centre de design des Philippines. Toutefois, le ministère du Tourisme a exprimé son « souhait » de conserver l'Administration Intramuros, le Comité de développement des parcs nationaux et la Fondation Nayong Filipino, tandis que le ministère du Commerce et de l'Industrie a exprimé celui de conserver le Centre de design des Philippines.

## Événements organisés
La Commission nationale pour la Culture et les Arts est responsable de l'organisation des événements suivants :
- Mois national des Arts (National Arts Month), en février
- Semaine du Théâtre du monde UNESCO-ITI (UNESCO-ITI World Theatre Week), fin mars
- Mois de la Littérature nationale (National Literature Month), en avril
- Semaine de la Danse nationale (National Dance Week), la quatrième semaine d'avril
- Mois du Patrimoine national (National Heritage Month), en mai
- Festival de la musique philippine (Linggo ng Musikang Pilipino), la dernière semaine de juillet[7]
- Mois des peuples indigènes (Indigenous Peoples Month), en octobre
- Mois des musées et galeries (Museums and Galleries Month), en octobre
- Mois des services de bibliothèque et d'information (Library and Information Services Month), en novembre

## Distinctions décernées par la NCCA
La commission est chargée de décerner des distinctions importantes reflétant la culture et les arts philippins :
- L'Ordre des Artistes nationaux des Philippines (Orden ng Pambansang Alagad ng Sining) est la plus haute reconnaissance nationale accordée aux Philippins qui ont apporté une contribution significative au développement des arts philippins, à savoir la musique, la danse, le théâtre, les arts visuels, la littérature, le cinéma, les arts audiovisuels et l'architecture. L'ordre est administré conjointement par la Commission nationale pour la Culture et les Arts et le Centre culturel des Philippines et conféré par le président des Philippines sur recommandation des deux institutions[8]
- Le prix national des Trésors vivants (en) (Gawad sa Manlilikha ng Bayan) a été institutionnalisé par la loi de la République no 7355. La NCCA, par l'intermédiaire du comité Gawad sa Manlilikha ng Bayan et d'un groupe d'experts ad hoc, recherche les meilleurs artistes traditionnels du pays, adopte un programme qui assurera le transfert de leurs compétences à d'autres et prend des mesures pour promouvoir une véritable appréciation du génie des Manlilikha ng Bayan et en faire la fierté du peuple philippin[9]
- Le prix Alab ng Haraya (Gawad Alab ng Haraya) récompense les réalisations exceptionnelles dans les domaines des arts du spectacle, de la conservation culturelle, de la gestion des arts, du programme de services de bibliothèque et d'information, de la production théâtrale, du journalisme culturel et de la documentation, entre autres[10]
- Le prix de l'Accomplissement (Dangal ng Haraya) est décerné à des artistes, travailleurs culturels et historiens philippins vivants, à des groupes artistiques ou culturels, à des sociétés, institutions, fondations et conseils historiques, en reconnaissance de leurs réalisations exceptionnelles dans des domaines pertinents qui ont eu un impact et une contribution significative à la culture et aux arts philippins[10]
- La Moisson d'honneurs (Ani ng Dangal (en)) est une reconnaissance de l'État accordée lors d'un événement annuel aux Philippines, célébré comme un point culminant et un rite de conclusion du Festival des arts philippins[11].
- Les prix du Patrimoine philippin (Philippine Heritage Awards) sont un programme annuel de reconnaissance de la conservation dans le cadre duquel des prix monétaires, des récompenses et des citations sont décernés par le président des Philippines, sur recommandation de la NCCA, pour des réalisations spéciales et des contributions et services importants dans le domaine de la préservation du patrimoine et des efforts de conservation. Cette mesure est prise en vertu de la section 37 de la loi de la République no 10066 ou de la loi sur le patrimoine culturel national de 2009[12]